# Blind Willie Johnson
"Blind" Willie Johnson (Marlin, Texas, 22 de janeiro de 1897 — Beaumont, Texas, 18 de setembro de 1945) foi um músico (vocalista e guitarrista) afro-americano cuja música ultrapassou a barreira do blues e da gospel, a despeito da grande maioria das letras que cantava serem religiosas.
Se por um lado letras da maioria das suas músicas eram religiosas, a sua música tirou a tradição sagrada e provinha directamente do blues. Entre músicos ele é considerado um dos maiores artistas de guitarra slide que já viveram, como também um dos que mais foram venerados durante a época da depressão nos EUA.

## Vida
Blind Willie Johnson nasceu em 1897 em Marlin, Texas (antes da descoberta da sua certidão de óbito, era sugerida a cidade de Temple no Texas como local de nascimento). Quando ele tinha apenas cinco anos, disse ao seu pai que queria ser pastor, e fez ele próprio uma guitarra especial chamada cigar box guitar. Sua mãe morreu quando ele era jovem e seu pai casou-se outra vez pouco depois.
Willie Johnson não nasceu cego, e, apesar de não se saber ao certo como ele perdeu a visão, Angeline Johnson contou a sua versão a Samuel Charters. Ela disse que quando Willie tinha sete anos seu pai bateu em sua madrasta após ter descoberto que ela o estava traindo com outro homem. A madrasta então pegou numa garrafa com soda cáustica e atirou, não no seu pai, mas sim ao rosto do jovem Willie.
Pensa-se que Johnson casou duas vezes, primeiro com a mulher que tinha o mesmo primeiro nome que ele, Willie B. Harris, e mais tarde com uma jovem cantora chamada Angeline, que era irmã do guitarrista de blues L.C. Robinson.

## Carreira
Ainda muito jovem ele ganhou um violão de doze cordas e seu pai passou a frequentemente deixá-lo numa esquina para ganhar dinheiro. Foi assim que ele começou a aprender os acordes musicais.
Em 3 de Dezembro de 1927, a Columbia levou Willie para um estúdio onde ele gravou seis músicas que tornaram-se as suas mais famosas: um música sobre Sansão e Dalila "If I Had My Way," "Mother's Children Have a Hard Time", "It's Nobody's Fault but Mine," "Jesus Make up My Dying Bed," " I Know His Blood Can Make Me Whole," e a sua música mais aclamada, "Dark Was the Night -- Cold Was the Ground", que fala sobre a crucificação de Jesus.
Entre 1927 e 1930, Willie fez no total 30 gravações comerciais para a Columbia. Em algumas dessas gravações Willie usa um ritmo muito rápido com a guitarra, enquanto em outras usa uma ritmo mais lento.
Em quatorze das suas gravações ele é acompanhado por Willie B. Harris ou por uma cantora nunca identificada. Este conjunto de gravações incluem "Church I'm Fully Saved Today", "John the Revelator", "You'll Need Somebody on Your Bond," e "Keep Your Lamp Trimmed and Burning".
Ao longo dos anos muitos músicos têm feito regravações de Willie, incluindo Bob Dylan, Eric Clapton, Led Zeppelin, Phil Keaggy e Ry Cooder, além de muitas coletâneas terem sido lançadas.
Em 1977, uma gravação de Blind Willie foi incluída no Voyager Golden Record, a bordo das naves Voyager, como amostra da diversidade cultural do planeta Terra

## Discografia
Os primeiros discos de Blind Willie Johnson foram originalmente gravados em discos de vinil de 25 cm com 78 rpm que tinham a capacidade para apenas duas músicas.
Entre 1927 e 1930, Willie Johnson gravou o total de 15 discos com duas músicas por disco. Em 1950, já após a sua morte, foram lançadas compilações com essas músicas.